# Perdita isocomae
Perdita isocomae är en biart som beskrevs av Timberlake 1958. Perdita isocomae ingår i släktet Perdita och familjen grävbin. Inga underarter finns listade i Catalogue of Life.